# Malcolm David Kelley
Malcolm David Kelley, accreditato anche come Malcolm Kelley o M K (Bellflower, 12 maggio 1992), è un attore, cantautore e rapper statunitense.

## Biografia

### Cinema e televisione
Il primo ruolo da attore importante di Kelley è stato nel film del 2002 Antwone Fisher, in cui interpretava il personaggio del titolo da bambino. Prima di questo, è apparso in diversi piccoli ruoli televisivi in programmi come Malcolm in the Middle e Judging Amy. Il suo successivo ruolo cinematografico è stato You Got Served, in cui è stato scelto per il ruolo secondario di Lil 'Saint.  Successivamente è nel cast di Girlfriends, Giudice Amy e Law & Order - Unità vittime speciali, tra gli altri. Oggi è noto come il più giovane protagonista della serie Lost, nella quale interpreta Walt, ma la sua prima partecipazione a show televisivi risale al 1998, anno in cui a soli 6 anni ha recitato in Tris di cuori. Membro regolare del cast nella prima stagione della serie (2004-2005), è apparso solo occasionalmente da allora in poi, a causa di un drammatico scatto di crescita. È tornato per un'apparizione in Attraverso lo specchio, il finale della terza stagione di Lost, e altre due volte nella quarta stagione, con gli episodi Vi presento Kevin Johnson e Casa dolce casa, e ha ripreso il suo ruolo nella quinta stagione con l'episodio La vita e la morte di Jeremy Bentham. Ha ripreso il ruolo di Walt un'ultima volta nel mini-episodio del cofanetto DVD della sesta stagione The New Man in Charge. Dopo la sua partenza dal cast principale di Lost, Kelley è apparso in diversi ruoli televisivi, incluso il personaggio ricorrente di Benjamin Cooley in Saving Grace.
Nel 2010, è apparso nel ruolo principale di Finn nel programma di TeenNick Gigantic.  Lo spettacolo è stato cancellato dopo una stagione nel 2011.
Nel 2014 è apparso in un ruolo da ospite nei panni di se stesso e Tony Oller in I Thundermans come MKTO.
Nel 2017 ha interpretato Black nel film True to the Game e Michael Clark a Detroit.
Malcom è stato scelto anche per diversi spot televisivi e per un video di Snoop Dogg ed è il narratore del cartoon "Fatherhood".

### Carriera musicale
Nel 2012, Kelley e il suo ex co-protagonista di Gigantic Tony Oller hanno formato il duo pop MKTO. Hanno firmato un contratto con la Columbia Records. Nel 2013 Kelley ha registrato insieme a Celine Dion, la canzone "save your soul" per l'uscita di Dion alla fine del 2013 Loved Me Back to Life. Ma la loro versione in duetto era inclusa solo nella versione in vinile dell'album. Nella versione normale, save your soul contiene solo la voce di Dion.
L'album omonimo di debutto del duo è stato pubblicato il 1 aprile 2014. Il loro singolo Classic è stato un grande successo nell'estate del 2014, raggiungendo il numero 14 della Billboard Hot 100.

### Da solista
Dopo la separazione di Tony Oller dal duo MKTO avvenuta nel 17 agosto 2021, Kelley ha proseguito la sua carriera musicale con il nome d'arte "M K". Il 3 maggio del 2020 ha pubblicato il singolo Bend That Back, mentre nel 2022 con la Gifted Records ha fatto uscire 5 singoli cioè: Deep in it, Wanna Know Ya, All Day, Top Of The Line e Kitty. Mentre il 23 gennaio 2023 ha pubblicato il singolo Right. Inoltre il 13 febbraio 2023 con Top Of The Line LLC ha rilasciato il suo primo album da solista Love Letter contenente 6 brani. Infine il 15 gennaio 2024 ha rilasciato il singolo Aint No Way.

### Altre attività
Appassionato di politica: è stato anche ambasciatore degli studenti statunitensi in un'associazione internazionale, che nel luglio 2005 lo ha portato in Inghilterra.

## Discografia

### Con gli MKTO

#### Album in studio
- 2014 – MKTO
- 2015 – Bad Girls EP

#### Singoli
- 2012  – Thank You
- 2013 – Classic
- 2013  – God only Knows
- 2014 – American Dream
- 2015  – Bad Girls
- 2016 – Hands Off My Heart/Places You Go
- 2016 – Superstitious
- 2018 – How Can I Forget
- 2019 – Shoulda Known Better
- 2019 – Marry Those Eyes
- 2019 – Consider Me Yours
- 2020 – Simple Things
- 2020 – Party with My Friends
- 2020 – How Much

### Da solista

#### Album in studio
- 2023 - Love Letter

#### Singoli
- 2020 - Bend That Back
- 2022 - Deep in it
- 2022 - Wanna Know Ya
- 2022 - All Day
- 2022 - Top Of The Line
- 2022 - Kitty
- 2023 - Right
- 2023 - My Place
- 2023 - Always Ready (feat. Chef Boy)
- 2024 - Aint No Way

## Filmografia parziale

### Attore

#### Cinema
- Antwone Fisher, regia di Denzel Washington (2002)
- SDF - Street Dance Fighters (You Got Served), regia di Chris Stokes (2004)
- Mississippi Damned, regia di Tina Mabry (2009)
- The Kings of Appletown, regia di Robert Moresco (2009)
- Detroit, regia di Kathryn Bigelow (2017)

#### Televisione
- Tris di cuori (For Your Love) – serie TV, episodio 1x08 (1998)
- Malcolm (Malcolm in the Middle) – serie TV, episodio 3x04 (2001)
- Girlfriends – serie TV, episodio 2x12 (2002)
- Giudice Amy (Judging Amy) – serie TV, episodio 3x23 (2002)
- Lost – serie TV, 33 episodi (2004-2009) - Walt Lloyd
- Eve – serie TV, episodio 1x22 (2004)
- Scacco matto nel Bronx (Knights of the South Bronx), regia di Allen Hughes – film TV (2005)
- Law & Order - Unità vittime speciali (Law & Order: Special Victims Unit) – serie TV, episodio 7x12 (2006)
- My Name Is Earl – serie TV, episodio 1x20 (2006)
- Saving Grace – serie TV, 4 episodi (2007-2010)
- Gigantic – serie TV, 18 episodi (2010)
- The Closer – serie TV, un episodio (2011)
- Bones – serie TV, un episodio (2015)
- Blindspot – serie TV, un episodio (2017)
- Insecure – serie TV, 7 episodi (2017-2021)
- The Rookie– serie TV, episodio 6x05 (2024)

## Doppiatori italiani
Nelle versioni in italiano delle opere in cui ha recitato, Malcolm David Kelly è stato doppiato da:
- Filippo Notargiacomo in Law & Order - Unità vittime speciali, My Name Is Earl
- Jacopo Cinque in SDF - Street Dance Fighters
- Giacomo Lo Verso in Lost (st. 1)
- Jacopo Bonanni in Lost (st. 2-6)
- Davide Albano in Detroit
- Flavio Aquilone in Blindspot